# ترانه‌راه
ترانه‌راه (انگلیسی: Songlines) یا «مسیرهای رؤیا» برای بومیان استرالیا مثل یک نقشه نامرئی و افسانه‌ای از کل سرزمین استرالیا است که نسل به نسل از طریق آواز منتقل می‌شود و اساس سفرهای آنها را تشکیل می‌دهد. بعضی از این مسیرها از مکان‌های مقدس و پر از نقاشی‌های باستانی بومیان عبور می‌کنند، مثل پارک ملی «وُلِمی».
امروزه با ساخت و سازهای جدید، این مسیرها و نقشه باستانی در حال تغییر و تخریب است و فرهنگ و ریشه‌های بومیان استرالیا به خطر افتاده است.
مفهوم «ترانه‌راه‌ها» در کتاب‌ها و فیلم‌های مختلفی هم استفاده شده، مثلاً در رمان «ترانه‌راه‌ها» نوشته بروس چتوین، یا فیلم کوتاهی به همین نام که با موسیقی گروه «آلفاویل» ساخته شده. در داستان «نامه عاشقانه برای مری» نوشته اورس ویدمر و رمان «مسافران رؤیا» اثر مارلو مورگان هم به این مفهوم اشاره شده است.

## تشریح
«زمان رؤیا» (روزگار رؤیا) در باور بومیان استرالیا، داستان مقدس خلقت است که آنها را به ریشه‌هایشان پیوند می‌دهد. نیاکان آنها در زمان رؤیا در سرتاسر سرزمین سفر می‌کردند و مکان‌های مقدس را به وجود می‌آوردند. حیوانات هم در زمان رؤیا خلق شدند و در شکل‌گیری زمین و آسمان نقش داشتند.
«ترانه‌راه‌ها» در فرهنگ بومیان استرالیا، مسیرهایی هستند که در طول سرزمین (و گاهی آسمان) کشیده شده‌اند و توسط موجودات خالق در روزگار رؤیا طی شده‌اند. این مسیرها، مثل یک نقشه نامرئی، اطلاعات جغرافیایی، اسطوره‌ای و فرهنگی مهمی را در خود جای داده‌اند و افراد را به سرزمین اجدادی‌شان پیوند می‌دهند.
«ترانه‌راه‌ها» مسیرهایی هستند که این نیاکان در زمان رؤیا طی کرده‌اند و مکان‌ها، رویدادهای خلقت و مراسم مربوط به آنها را به هم متصل می‌کنند. هر بومی وظایفی نسبت به زادگاه خود دارد و با خواندن ترانه‌هایی که تاریخ شفاهی و مسیر سفرها را در خود دارند، در این مسیرها سفر می‌کند و مراسم مربوط به هر مکان را اجرا می‌کند.
ترانه‌راه‌ها هم برای جهت‌یابی استفاده می‌شوند و هم مثل یک کتابخانه از دانش فرهنگی هستند. بومیان با خواندن ترانه‌هایی که در طول این مسیرها ساخته شده‌اند، می‌توانند از مکان‌های مهم، منابع آب و ویژگی‌های طبیعتی آگاه شوند و در مسافت‌های طولانی سفر کنند. آهنگ و رنگ این ترانه‌ها فراتر از زبان‌هاست و به گروه‌های مختلف بومی اجازه می‌دهد تا با هم ارتباط برقرار کنند.
این ترانه‌راه‌ها مثل یک نقشه نامرئی هستند که با خواندن ترانه‌ها می‌توان در آنها جهت‌یابی کرد. گاهی اوقات، ردپای نیاکان به شکل فرورفتگی‌های بزرگ در زمین دیده می‌شود.
این ترانه‌راه‌ها مثل یک «گذرنامه فرهنگی» هم عمل می‌کنند. وقتی کسی ترانه‌های مربوط به یک منطقه خاص را به زبان محلی آن منطقه می‌خواند، نشان‌دهنده احترام او به آن منطقه و مردمش است.
در واقع، این شبکه پیچیده از ترانه‌راه‌ها، گروه‌های مختلف بومی را به هم پیوند می‌دهد و باعث تعاملات اجتماعی بر اساس باورها و تعهدات مشترک می‌شود. گروه‌های بومی همسایه از طریق ترانه‌راه‌ها به هم متصل می‌شوند و باورها و قوانین مشترکی دارند.
با انتقال ترانه‌راه‌ها از نسلی به نسل دیگر، ارتباط معنوی بومیان با سرزمینشان حفظ می‌شود. این ارتباط عمیق با سرزمین اجدادی، بخش مهمی از هویت و فرهنگ بومیان استرالیا است.
طول بعضی از ترانه‌راه‌ها به هزاران کیلومتر می‌رسد و از سرزمین‌های گروه‌های مختلف بومی با زبان‌ها و فرهنگ‌های متفاوت عبور می‌کند.
از آنجا که یک ترانه‌راه می‌تواند از سرزمین‌های مختلف عبور کند، بخش‌های مختلف ترانه به زبان‌های مختلف خوانده می‌شود. اما زبان‌ها مانع درک ترانه‌ها نمی‌شوند، زیرا آهنگ ترانه، طبیعت سرزمینی را که از آن عبور می‌کند توصیف می‌کند و ریتم آن برای درک ترانه مهم است.
گاهی اوقات، یک ترانه‌راه جهت خاصی دارد و حرکت در جهت اشتباه در آن، توهین به مقدسات محسوب می‌شود. بومیان معتقدند که تمام سرزمین مقدس است و باید ترانه‌ها را خواند تا سرزمین «زنده» بماند.
ترانه‌راه‌ها فقط مسیرها را نشان نمی‌دهند، بلکه فرهنگ و هویت بومیان را هم بیان می‌کنند و ارتباط آنها را با سرزمینشان نشان می‌دهند.
ترانه‌راه‌ها اغلب در خانواده‌ها نسل به نسل منتقل می‌شوند و دانش و ارزش‌های فرهنگی مهمی را به نسل‌های بعدی منتقل می‌کنند.

## نمونه‌ها
- مردم یولنگو در آرنهم‌لند در قلمرو شمالی داستان[۳] بارنومبیر، موجود خالقی که با سیاره زهره مرتبط است را روایت می‌کنند. بارنومبیر از جزیره بارالکو در شرق آمده، اولین انسان‌ها را به استرالیا هدایت کرده و سپس از شرق به غرب در سرتاسر سرزمین پرواز کرده، حیوانات، گیاهان و ویژگی‌های طبیعی سرزمین را نامگذاری و خلق کرده است.
- مردم یارالین در دره رودخانه ویکتوریا به روح والوجاپی به عنوان روح رؤیا پایتون سیاه‌سر احترام می‌گذارند. گفته می‌شود والوجاپی مسیری مارپیچ در امتداد یک صخره تراشیده و وقتی برای برپایی اردوگاه نشسته، اثری از باسن خود به جا گذاشته است. هر دو علامت در حال حاضر قابل تشخیص هستند.
- ارواح رؤیا گربه بومی که گفته می‌شود سفر خود را از دریا آغاز کرده و به سمت شمال به بیابان سیمپسون رفته‌اند، در حالی که از سرزمین‌های آرانتا، کایتیتی، نگالیا، کوکاتجا و انماتییر عبور کرده‌اند. هر قوم بخشی از رؤیای گربه بومی مربوط به ترانه‌راه‌هایی را که در یک رابطه ارضی متقابل به آنها وابسته هستند، می‌خوانند.
- در منطقه سیدنی، به دلیل نرمی ماسه‌سنگ سیدنی، دره‌ها اغلب به یک دره یا صخره ختم می‌شوند، بنابراین سفر در امتداد خط الراس‌ها بسیار آسان‌تر از سفر در دره‌ها بود؛ بنابراین، ترانه‌راه‌ها تمایل دارند خط الراس‌ها را دنبال کنند و اینجاست که بسیاری از هنرهای مقدس، مانند حکاکی‌های صخره‌ای سیدنی، نیز قرار دارند. در مقابل، در بسیاری از نقاط دیگر استرالیا، ترانه‌راه‌ها تمایل دارند دره‌ها را دنبال کنند، جایی که آب را می‌توان راحت‌تر پیدا کرد.
- ترانه‌راه‌ها به مکان‌های هنری بومی در پارک ملی وُلِمی در نیو ساوت ولز مرتبط شده‌اند.[۴]